# Ligne d'Arrou à Nogent-le-Rotrou
La ligne d'Arrou à Nogent-le-Rotrou est une ancienne ligne de chemin de fer française, établie en totalité dans le département d'Eure-et-Loir, qui reliait Arrou sur la ligne de Chartres à Bordeaux-Saint-Jean à Nogent-le-Rotrou sur la ligne de Paris-Montparnasse à Brest.
Elle constituait la ligne no 505000 du réseau ferré national.

## Histoire
La ligne a été concédée (Patay à Nogent-le-Rotrou)  à titre éventuel par le préfet d'Eure-et-Loir à la Compagnie du chemin de fer d'Orléans à Rouen le 25 mars 1870.
Elle a été déclarée d'utilité publique à titre de ligne d'intérêt local le 23 janvier 1872 rendant ainsi la concession définitive.
L'État a racheté la ligne au concessionnaire en faillite et classé la ligne dans le réseau d'intérêt général le 18 mai 1878.
La ligne de Nogent-le-Rotrou à Arrou a été ouverte à l'exploitation le 1er mai 1887.
Le trafic voyageurs a cessé le 7 novembre 1938 (réouverture temporaire de 1939 à 1945).
Le trafic marchandises a cessé en 1950 de Nogent-le-Rotrou à Souancé-au-Perche et le 31 mai 1959 de Souancé-au-Perche à Arrou.
Dates de déclassement
- De Souancé-au-Perche à Nogent-le-Rotrou (PK 33,920 à 40,000) : 12 novembre 1954[7].
- D'Arrou à Souancé-au-Perche (PK 0,624 à 33,920) : 13 février 1964[8].
- Section à Nogent-le-Rotrou (PK 40,000 à 40,430) : 19 octobre 1967[9].
- Section à Nogent-le-Rotrou (PK 40,430 à 40,900) : 20 mars 1995[10].